# Монумент Вашингтона
Монумент Вашингтона (англ. Washington Monument) — обеліск у західній частині Національної алеї у Вашингтоні (США), зведений на честь першого президента США Джорджа Вашингтона. Монумент зроблено із мармуру, граніту і мідного кварциту, заввишки 169 метрів. Монумент спроєктував архітектор Роберт Міллз у 1840-х роках. Спорудження почали в 1848 р., а завершили у 1884 р. — майже через 30 років після смерті архітектора. На момент завершення Монумент Вашингтона був найвищою спорудою у світі після Кельнського католицького собору в м. Кельн, Німеччина. Монумент Вашингтона утримував першість всього 5 років — до 1889, коли інженер Густав Ейфель звів Ейфелеву вежу в Парижі, Франція.

## Історія монументу

### Ідея
Шанований як «батько країни» і лідер, який «перший на війні, перший в мирі та перший в серцях співвітчизників», Джордж Вашингтон вважається найвизначнішим військовим і політичним лідером США з 1775 до 1797 рр., котрий як командуючий Континентальною армією виборов перемогу Америки над Британією в американській революційній війні та очолював процес написання американської Конституції в 1787 р. Беззаперечно ставши першим Президентом Сполучених Штатів, він побудував сильну і фінансово спроможну націю, яку стали поважати у світі.
Вперше пропозицію щодо встановлення пам'ятника Вашингтону було запропоновано у 1783 році, коли Континентальний конгрес виділив кошти на встановлення статуї Вашингтона верхи на коні. Його розташуванням був би центр первісного округу Колумбія, на перетині ліній, які проходять крізь Білий дім на півночі та Капітолій на заході. П'єр-Шарль Л'Анфан зарезервував це місце для пам'ятника, коли проєктував місто Вашингтон у 1791 році. У 1804 році президент Томас Джефферсон заклав там пам'ятний камінь, який пізніше погруз у болоті. Через різні проблеми, включаючи бюрократичну тяганину, проєкт пам'ятника невдовзі було покинуто.

### Підготовка
Святкування сторіччя з дня народження Вашингтона відродило інтерес до пам'ятника. У 1833 році Вашингтонське національне товариство пам'ятників обрало план Роберта Міллса щодо обеліска заввишки 183 метри. Величезна вага запропонованого пам'ятника вимагала відхилитися від проєкту Л'Анфана, поставивши обеліск на 110 метрів на північний схід від первісної, тим самим дещо порушуючи осьове розташування відносно інших будівель. Задумувалося, що останки Вашингтона будуть перенесені з місця їхнього поховання на горі Вернон у Вірджинії на територіїю меморіалу.
Для збору коштів Вашингтонське національне товариство пам'ятників у 1835 призначило агентів з обмеженою відповідальністю. Індивідуальні пожертви спочатку обмежувалися 1 доларом на особу на рік, і благодійники отримували сертифікат, який підтверджував їхню пожертву.
23 вересня 1835 р. рада керуючих цієї ГО так сформулювала вимоги до дизайну:
|  | Передбачається, що пам'ятник повинен бути таким, як той, на честь кого він буде споруджений, без аналогів у світі, співвідносний із вдячністю, щедрістю і патріотизмом людей, які його встановлять… В ньому має поєднуватись суворість із елегантністю. Він має бути такої величини і краси, щоб бути предметом гордості американського народу, і викликати захоплення у всіх, хто його бачить. Його матеріали повинні бути тільки американські. Мармур і граніт має бути привезений із кожного штату, щоб таким чином кожен штат мав честь взяти участь у спорудженні меморіалу, як і честь участі коштами. |

18 листопада 1845 року Товариство обрало проєкт пам'ятника Роберта Міллса. Він передбачав обеліск заввишки 600 футів (183 м) з майже плоскою вершиною, оточений ротондою з колонадою діаметром 200 футів і висотою 100 футів. Тридцять колон діаметром 12 футів утворювали «Національний пантеон» зі статуями 30 видатних героїв Війни за незалежність та підписантів Декларації незалежності всередині. Обеліск був увінчаний статуєю Вашингтона на колісниці. Але 11 квітня 1848 року через брак фінансування Товариство доручило Міллсу змінити проєкт, зменшивши висоту обеліска до 500 футів. Питання будівництва пантеону, тераси чи навколишнього ландшафту відкладалося на час після завершення будівництва обеліска.

### Будівництво
Наріжний камінь пам'ятника було урочисто закладено 4 липня 1848 року. У мармуровому наріжному камені вагою 24 500 фунтів знаходився цинковий футляр, наповнений пам'ятними речами, включаючи копії Декларації незалежності, Конституції, монети та газети. 
Проте восени 1854 року, коли Монумент Вашингтона досяг 152 футів заввишки, гроші на проєкт закінчилися. Папа Пій IX долучився до будівництва, пожертвувавши камінь із Храму Згоди в Римі. Але в 1854 році члени антикатолицької партії «Нічогонезнавців» (Know Nothing) проникли до обеліска, вкрали камінь і викинули його в річку Потомак.
Будівництво зупинилося з початком Громадянської війни в 1861, обеліск сягав тоді лише 46 м заввишки. Президентський наказ призначив «використовувати територію пам'ятника для худоби, що належить уряду». Територія навколо незавершеного монумента під час Громадянської війни була відома як Яловичий склад, Луг для худоби та Скотний двір Національного пам'ятника Вашингтона. Марк Твен, який відвідав монумент після війни, зазначав, що той "має вигляд заводської труби з відламаною верхівкою".
У 1876 році Конгрес виділив 2 млн доларів федерального бюджету на завершення будівництва Монумента Вашингтона. 1 липня 1878 року Томаса Лінкольна Кейсі призначили відповідальним інженером пам'ятника. В лютому 1880 почалося встановлення каркасів сходів та ліфта всередині пам'ятника.
7 серпня 1880 року заклали другий наріжний камінь, встановлений на рівні 150 футів. Протягом будівельного сезону 1880 року додали ще 26 футів висоти і з кожним наступним роком вона зростала. 6 грудня 1884 року поклали завершальний камінь та встановили алюмінієвий наконечник у вигляді пірамідки, що ознаменувало завершення будівництва Монумента Вашингтона. Наконечник у той час був найбільшим шматком алюмінію у світі, а саме цей метал був обраний через його дороговизну.
21 лютого 1885 відбулася відкриття Монумента. 26 червня 1886 року Компанія Otis Brothers отримала контракт на переобладнання ліфта з сидіннями та м’якою оббивкою стін. Модернізований ліфт було завершено 20 грудня 1886 року, і підйом на монумент став тривати 10-12 хвилин. 9 жовтня 1888 року Монумент Вашингтона відкрили для публіки.

### Реставрації
Реставрація епохи 1930-х років включала перешліфування, ремонт та очищення обеліска.
У 1960-х років Монумент Вашингтона пройшов другу реставрацію - знову перешліфування, ремонт та очищення.
Після терактів 11 вересня 2001 року було додано скринінговий пункт для захисту монумента та відвідувачів.
У 2016-2019 роки проходила модернізація ліфта та заміна скринінгового пункту. Старий пункт скринінгу замінили на новий, безпечніший та приємніший на вигляд.

## Деталі конструкції

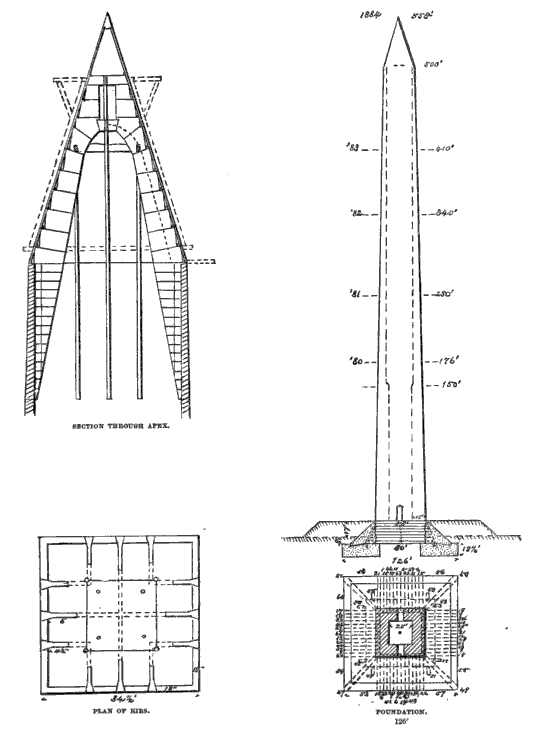
Схема внутрішнього влаштування

Монумент заввишки 169 м 29,4 см складається з наступних матеріалів і має такі деталі:
- Фаза 1 (1848–1858): До 46 метрів під керівництвом Вільяма Догерті.

Зовні: білий мармур з Техасу, Меріленду і Массачусетсу.
- Фаза 2 (1878–1888): Роботи завершені інженерним підрозділом збройних сил США під командуванням капітана Томаса Кейсі.

Зовні: білий мармур із кар'єра Кокісвілля.
- Основа: мідний кварцит
- Пам'ятні камені: граніт, мармур, вапняк, пісковик, мильний камінь, нефрит[21]
- Пірамідальна верхівка 22,6 см заввишки, 13,9 см у основі та масою 2,85 кг виготовлена Вільямом Фрішмутом з алюмінію, на той час такого ж дорогого металу, як і срібло. Перед встановленням її виставили на публіці, щоб кожен охочий міг перестрибнути через 23 см пірамідку і таким чином розказувати іншим, що він «перестрибнув монумент Вашингтона». У пірамідці 97,5% алюмінію, решта - домішки[22][19].

Остаточна вартість монумента склала $1,188 млн.

### Зовнішні параметри
- Висота: 169 м 29,4 см
- Висота від холу до оглядового рівня: 152 м
- Ширина фундаменту: 16 м 80 см
- Ширина в кінці шахти: 10 м 49 см
- Товщина стін біля фундаменту: 4,6 м
- Товщина стін на оглядовому рівні: 46 см
- Вага: 82 тис. 421 т
- Кількість блоків: 36 тис. 491 шт.
- Амплітуда хитання верхівки: 3,2 мм при вітрі 48 км/год

### Внутрішні параметри

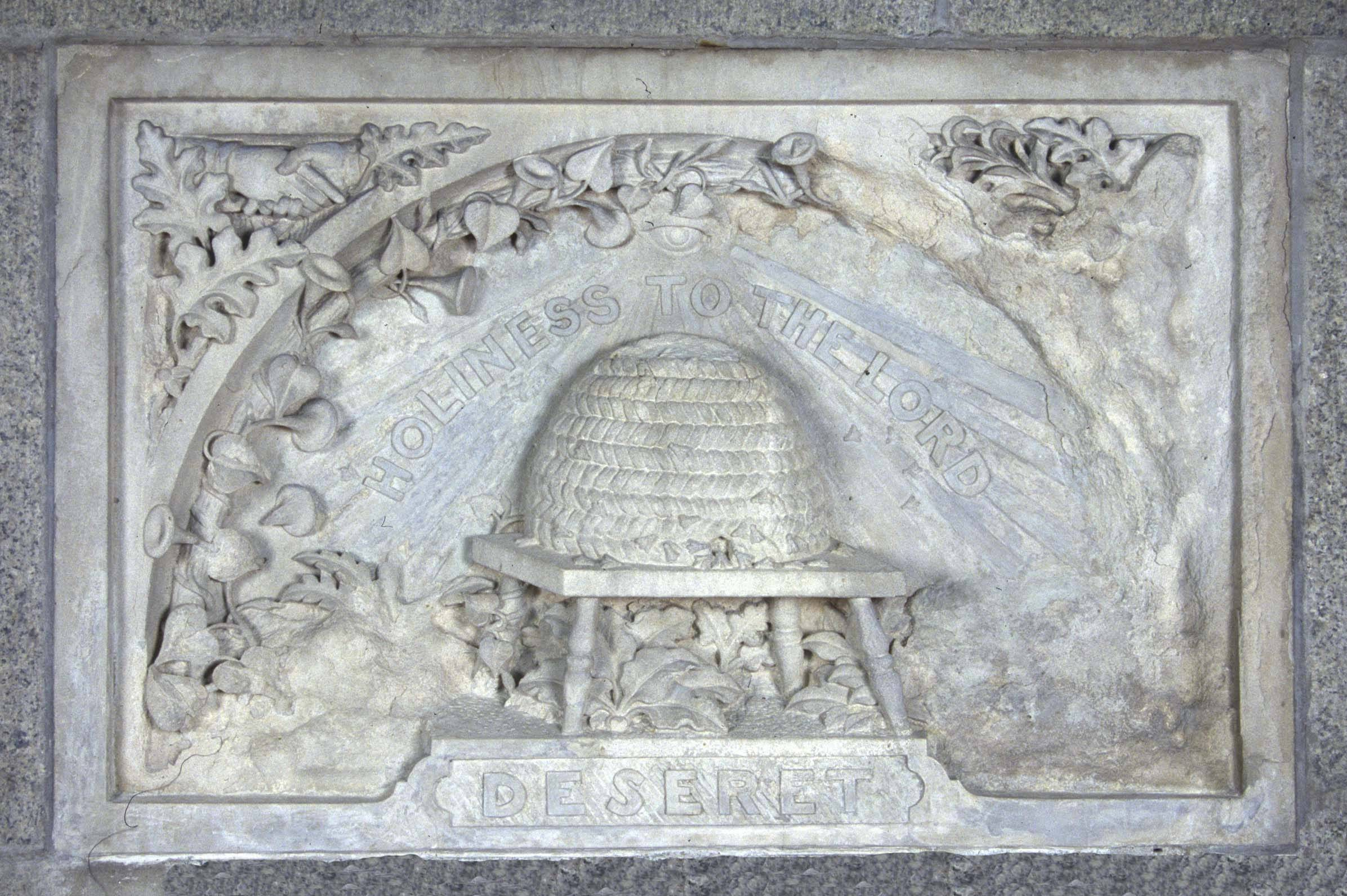
Пам'ятний камінь Десерет — один із 193 пам'ятних каменів всередині монумента. Він подарований у 1853 р. територіями Юта, що представляли штат Десерет

- Кількість пам'ятних каменів на сходах: 193
- Нинішній ліфт встановлений: 1998
- Нинішня ліфтова кабіна встановлена: 2001
- Час руху ліфта до оглядового рівня: 90 сек.
- Кількість сходинок: 897

### Внутрішні написи
Всередині Монумента є 193 пам'ятних каменя з вигравіруваними на них присвятами, які надані численними урядами і організаціями з усього світу. Приміром, на одному з каменів на висоті 240 футів з внутрішніх сходів можна розгледіти напис валлійською мовою:
|  | Моя мова, моя земля, моя нація Уельсу — Уельс назавжди! (Fy iaith, fy ngwlad, fy nghenedl Cymru — Cymru am byth) |

Що означає цей напис, можна лише здогадуватися, і хто його автор — достеменно не відомо.
А два камені, що подаровані недільною школою методистської церкви м. Нью-Йорк та суботньою школою методистської церкви м. Філадельфія, містять цитати з Біблії:
|  | Книга приказок Соломонових 10:7 — Пам'ять про праведника стане благословенна, ім'я ж безбожних — огидне. |

|  | Книга приказок Соломонових 22:6 — Настав на добру путь малого, то і будучи старим він не зверне з неї. |

|  | Євангеліє від Луки 17:6 — І каже Господь: Якби ви мали віру хоч як гірчичне зерня, то сказали б шовковиці цій: викоренись і посадися в море, то й послухала б вас. |

## Землетрус 2011
22 серпня 2011 р. в центрі штату Вірджинія стався землетрус силою 5,9 балів за шкалою Ріхтера. Коливання докотилися до Вашингтону, де було евакуйовано більшість урядових будівель, в тому числі монумент Вашингтону. ЗМІ повідомили, що існує загроза, що монумент нахилився і з нього випали кілька каменів. Однак згодом речник Національної служби парків США заявив інформагентству «Асошейтед пресс», що монумент не зазнав ушкоджень.

## Цікаво
За своєю висотою монумент на кілька футів поступається найбільшому монумента США і світу — монумента Шаленого Коня.

## Галерея

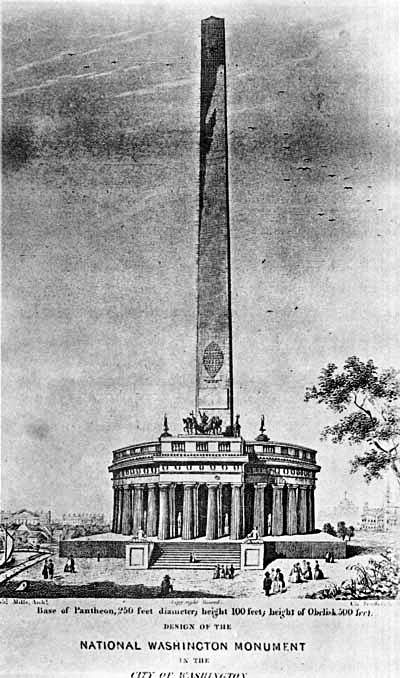
Ескіз пропонованого Монумента Вашингтона архітектора Роберта Міллза, 1836 р.
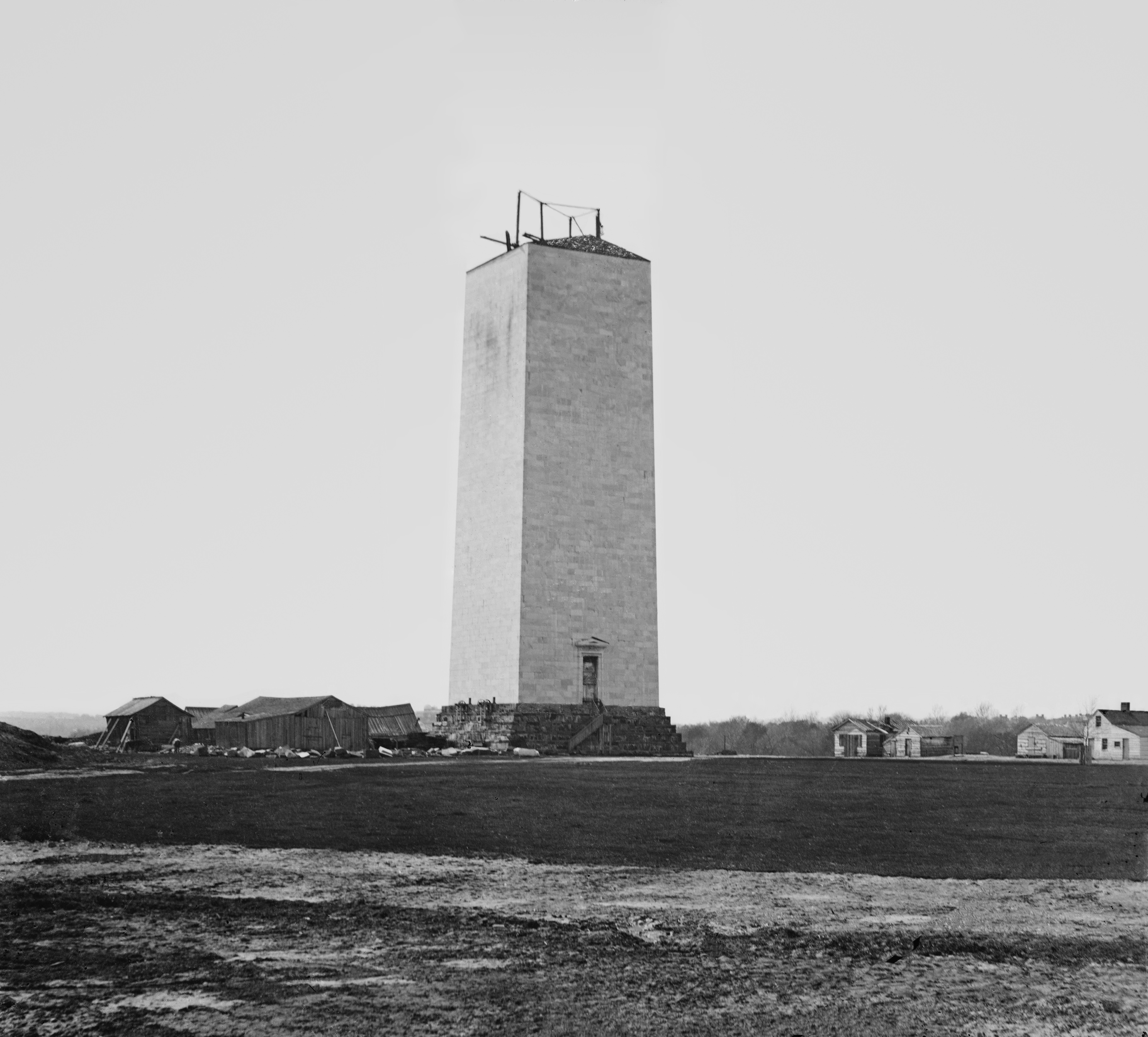
Монумент Вашингтона, приблизно 1860 рік
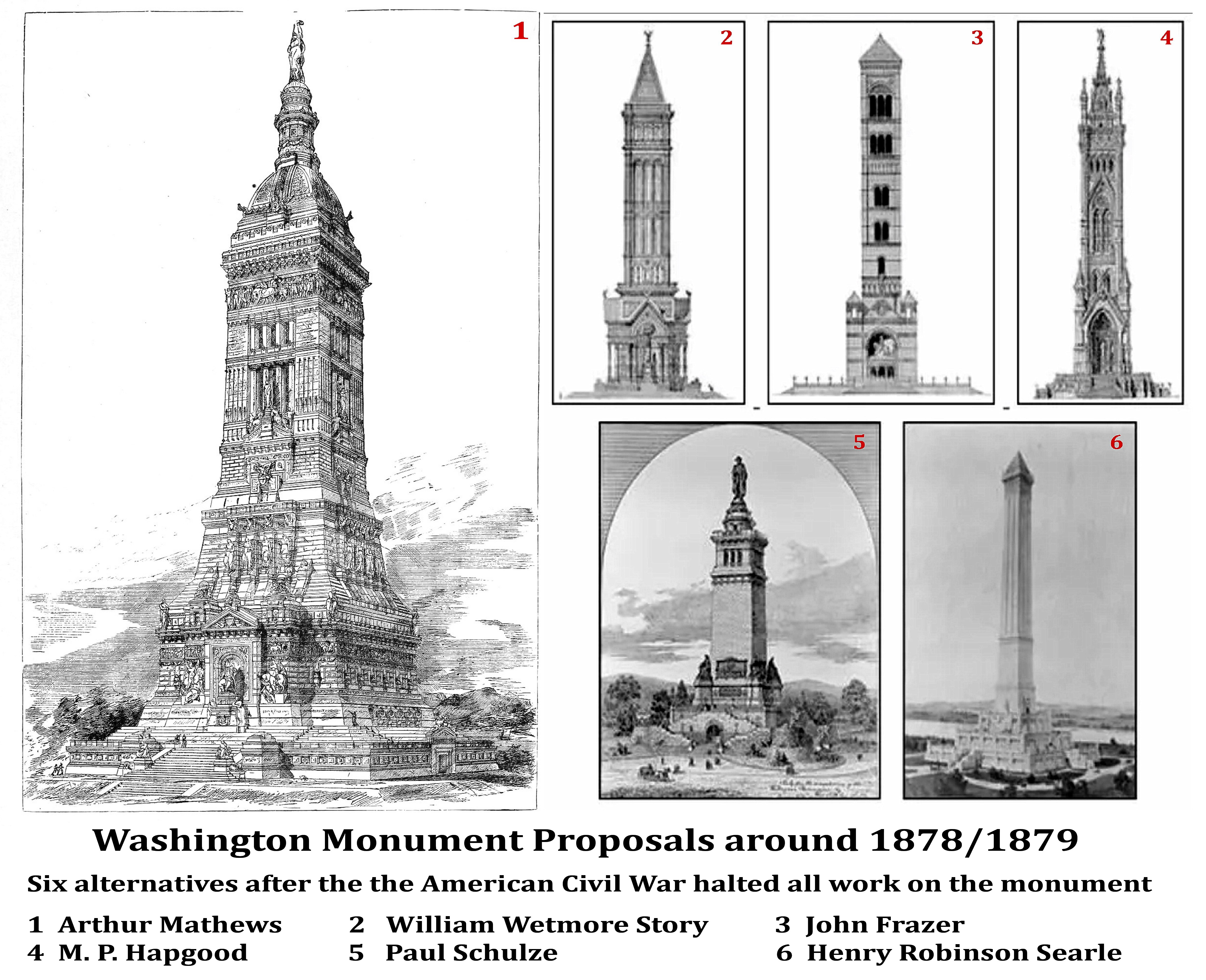
Монумент Вашингтона, 6 пропозицій дизайну для завершення будівництва приблизно 1879 року
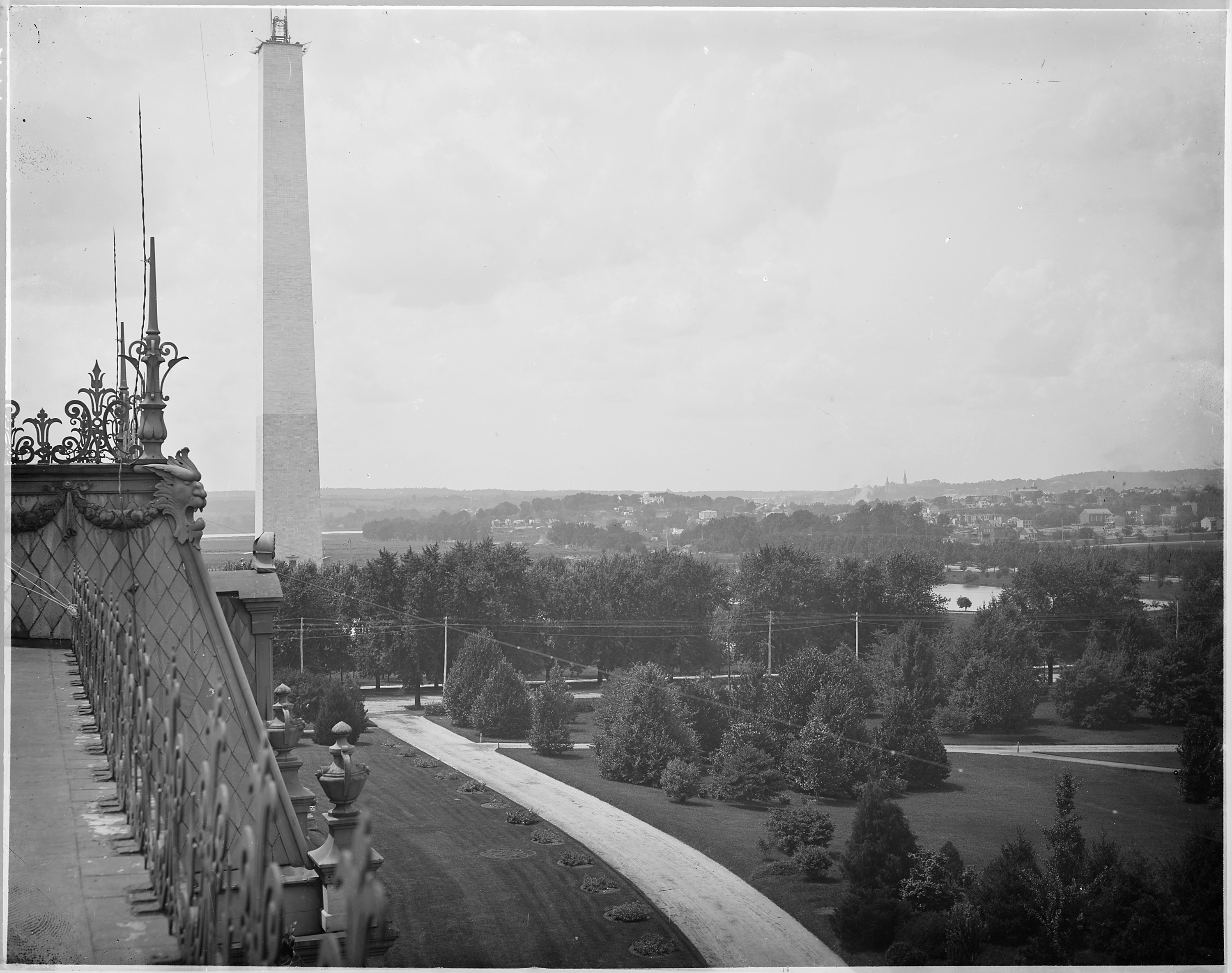
Незадовго до завершення, 1884 рік
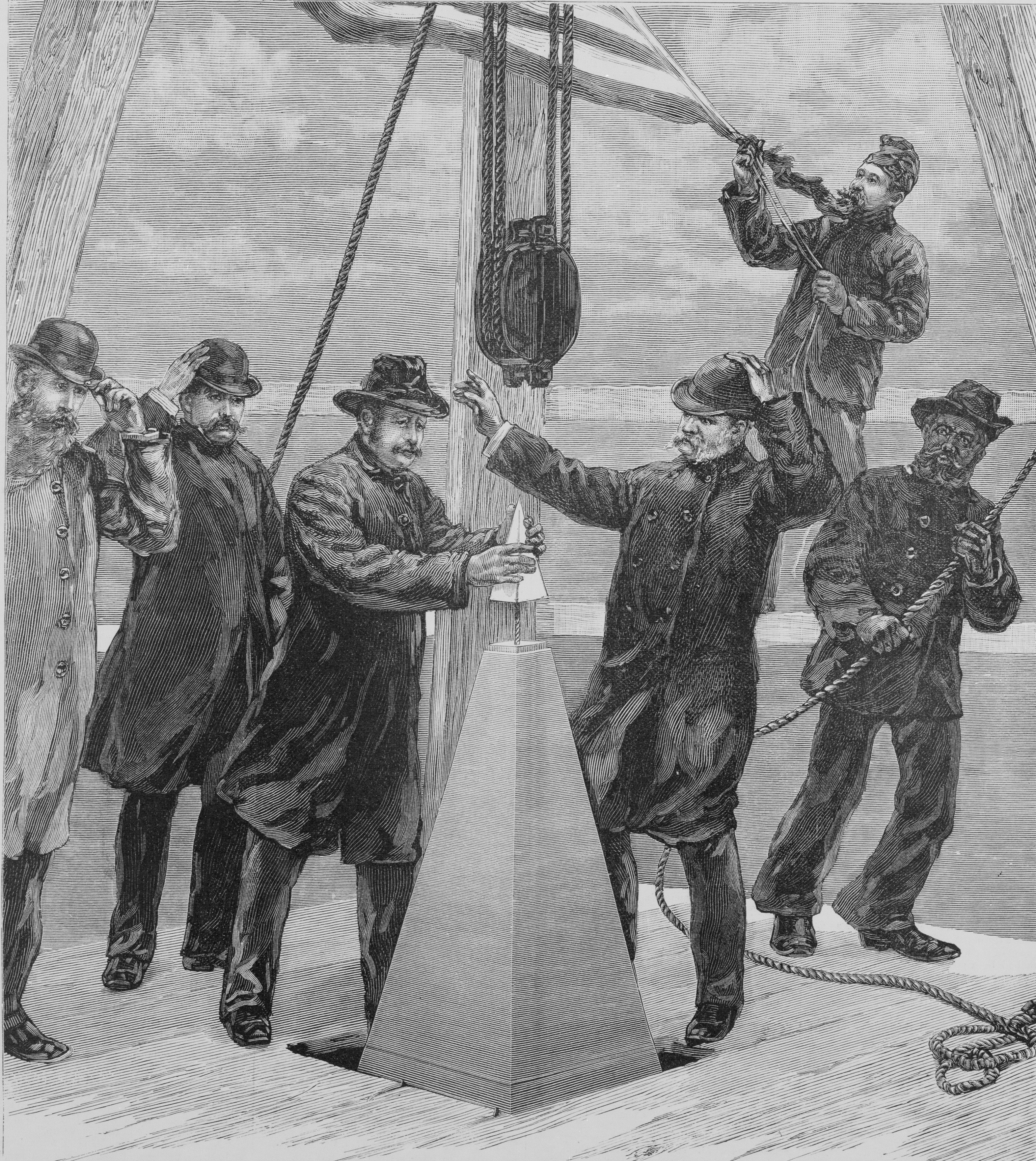
Встановлення завершального каменя, 1884 рік
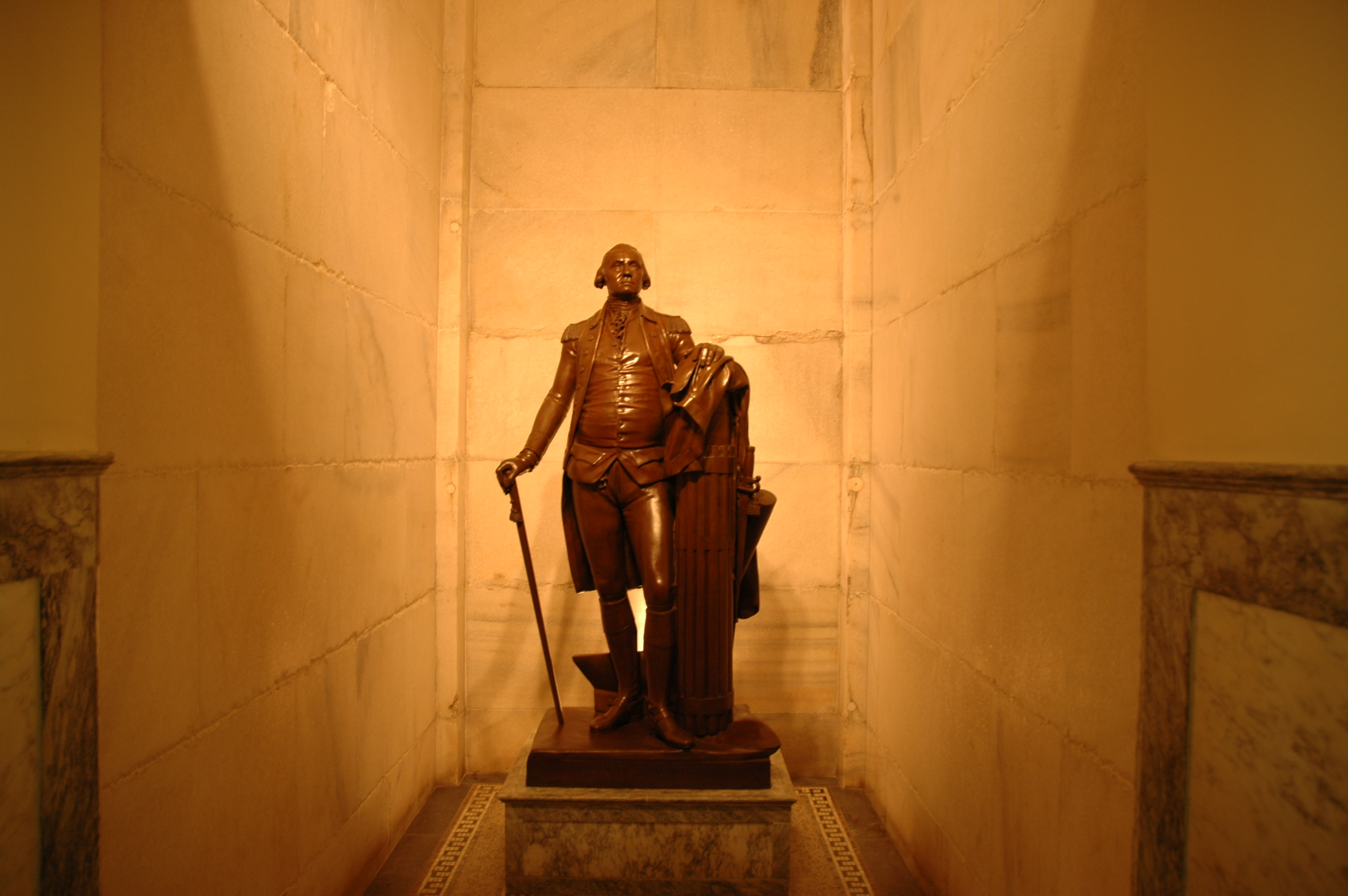
Дж. Вашингтон, бронзова копія статуї Гудона в фойє Монументу біля ліфтів
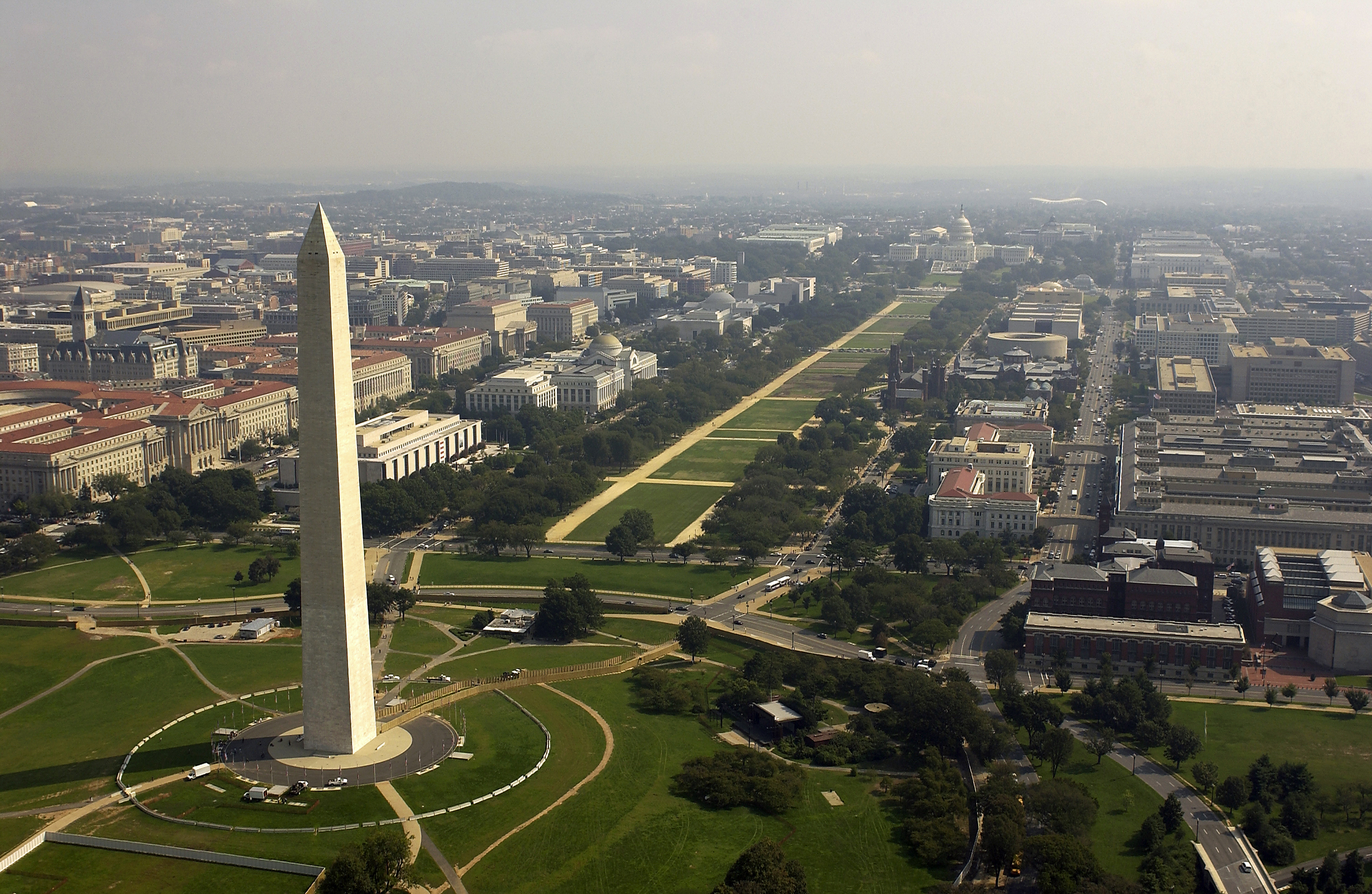
Вигляд з повітря, 2003 рік
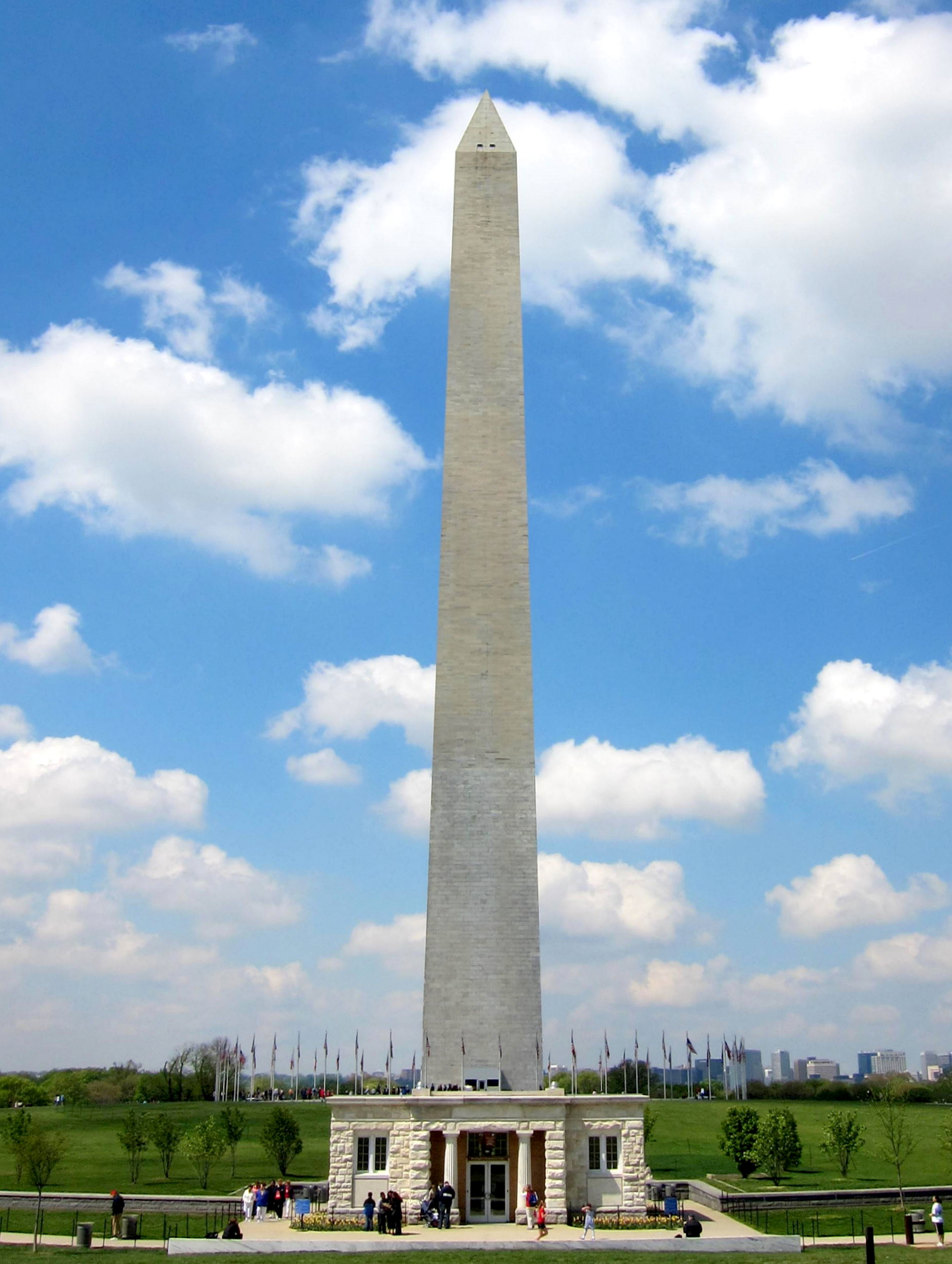
Східний бік, 2010 рік
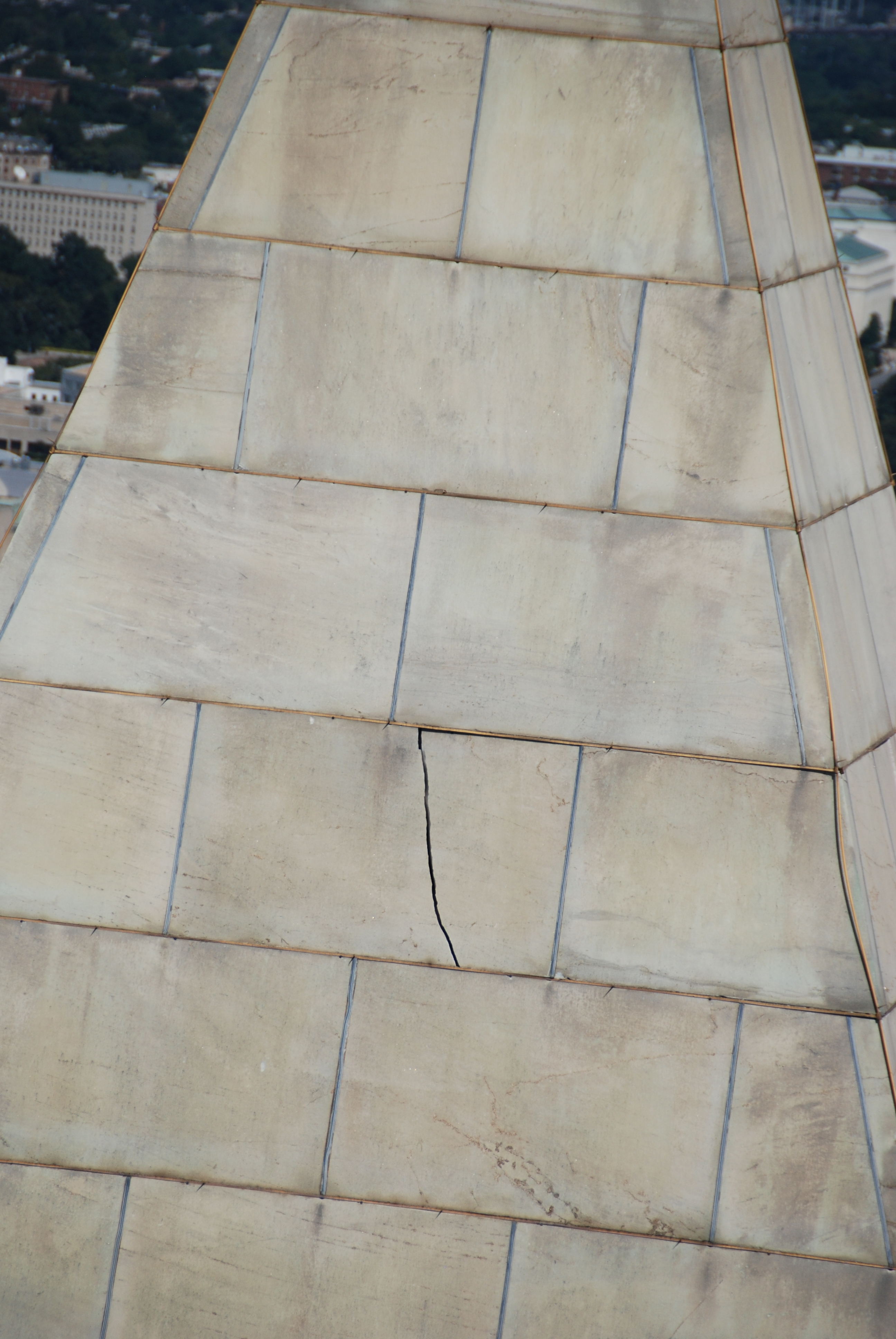
Тріщина внаслідок землетрусу 2011 року
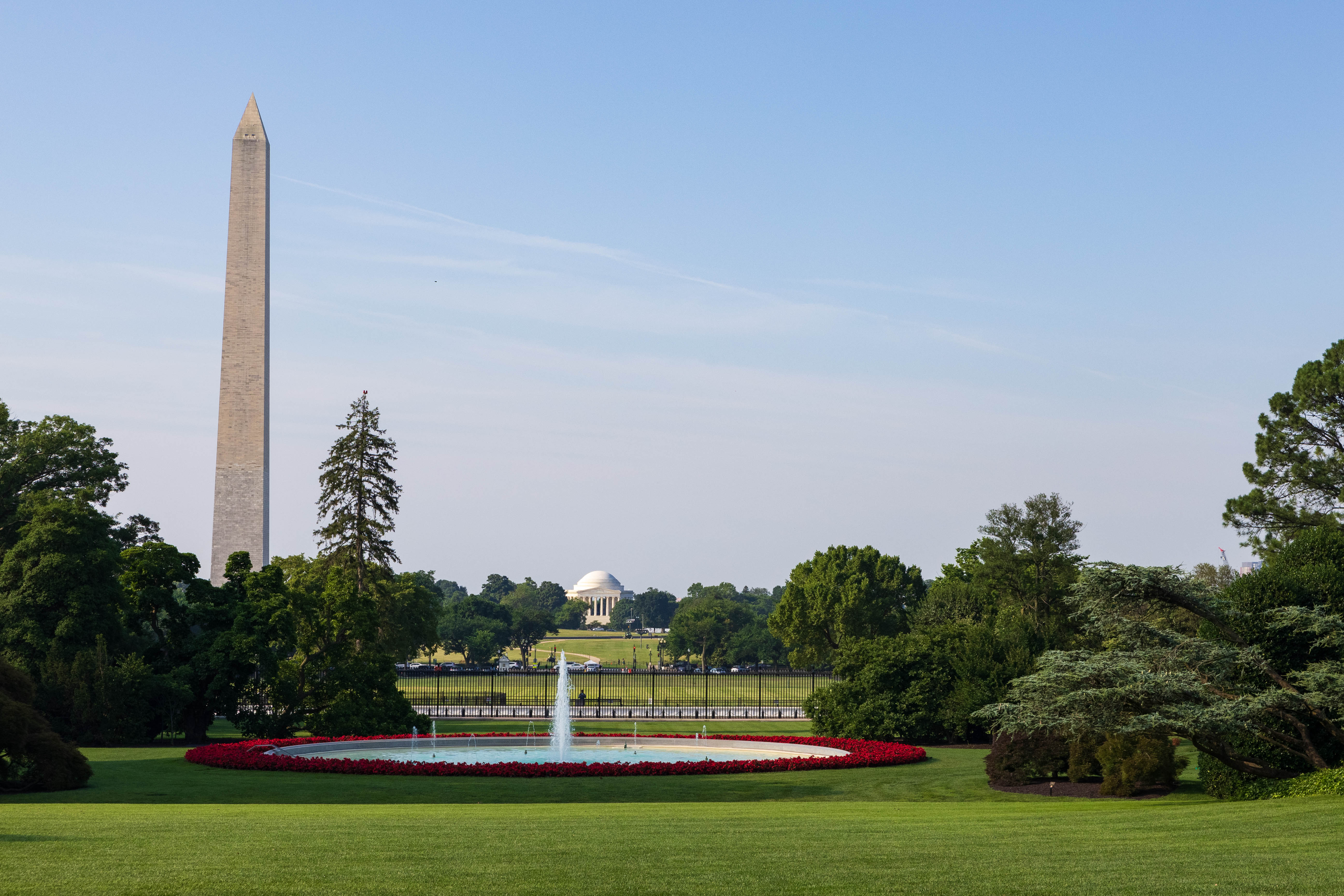
У 2024 році